# El Recreo, Guanajuato
El Recreo är en ort i Mexiko.   Den ligger i kommunen Pénjamo och delstaten Guanajuato, i den centrala delen av landet, 300 km väster om huvudstaden Mexico City. El Recreo ligger 1 677 meter över havet och antalet invånare är 150.
Terrängen runt El Recreo är en högslätt. Runt El Recreo är det ganska tätbefolkat, med 104 invånare per kvadratkilometer. Närmaste större samhälle är La Piedad Cavadas, 9,1 km väster om El Recreo. Trakten runt El Recreo består till största delen av jordbruksmark.